# Ciuffenna
Der Ciuffenna ist ein 22 km langer Fluss in der Provinz Arezzo, Toskana, der als Torrente klassifiziert ist. Er fließt vom Pratomagno südwestlich und mündet als rechter Nebenfluss im Valdarno (Valdarno Superiore) in den Arno.

## Verlauf
Der Ciuffenna entspringt auf der westlichen Seite des Berges Pratomagno (Gipfelkreuz Croce di Pratomagno, 1592 m) unterhalb und südlich der Anhöhe (Poggio) Varco di Castelfranco (1267 m) und verläuft von dort in südwestlicher Richtung. Als erster Zufluss kommt der Borro del Diavolo von links hinzu, dann umfließt er westlich den Ort Rocca Ricciarda, einen Ortsteil von Loro Ciuffenna (943 m). Von hier fließt er nach Gorgiti (644 m) und weiter südlich kurz vor dem Hauptort Loro Ciuffenna fließt der Borro di San Clemente (7 km) von links ein. In Loro Ciuffenna (330 m) erfolgt eine Ableitung, die die alte Wassermühle (Mulino ad acqua) speist und dann die Wasser dem Hauptarm wieder zuführt. Die Wassermühle entstand im 12. Jahrhundert und gilt als die älteste Wassermühle der Toskana. Nach 12 km im Gemeindegebiet von Loro Ciuffenna erreicht der Torrente nun die Gemeinde Terranuova Bracciolini. Hier passiert er zunächst den Ortsteil Penna (202 m) und erreicht dann den Hauptort (156 m). Nach dem Ort und nach dem Passieren der Eisenbahnstrecke Florenz–Arezzo und der Autostrada A1 dient er dem Arno als rechter Zufluss.

## Bilder

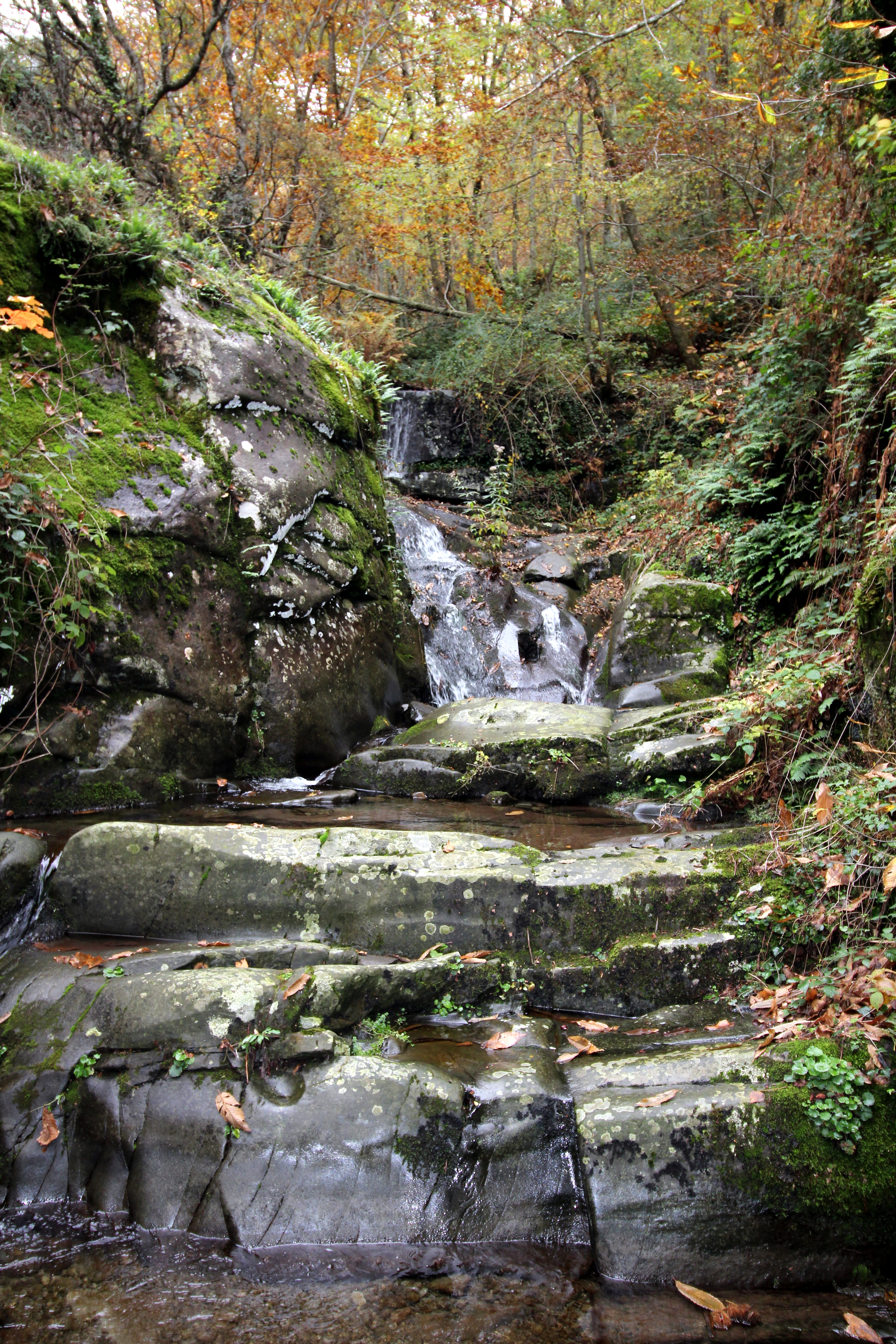
Der Ciuffenna kurz nach der Quelle bei Rocca Ricciarda
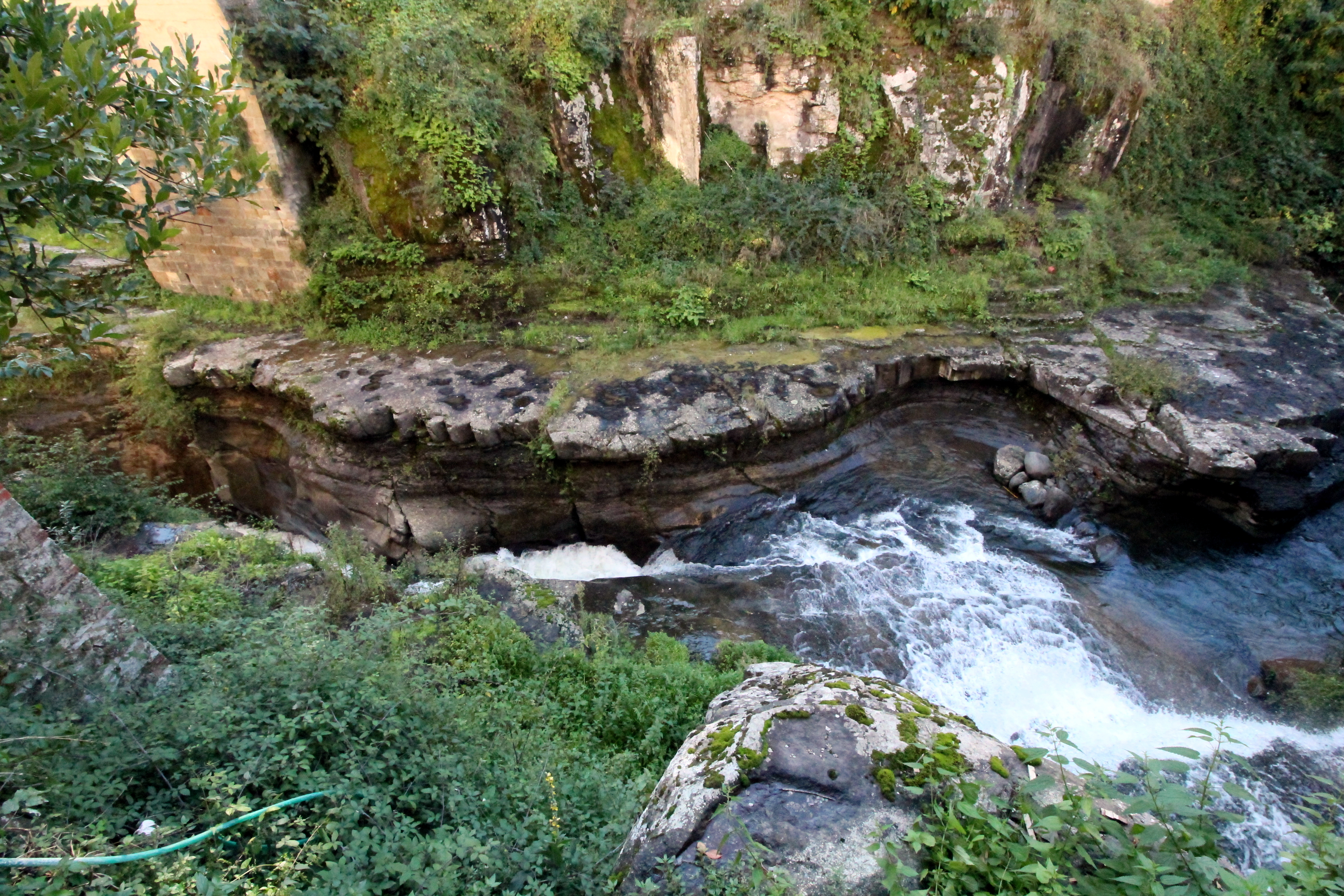
Der Ciuffenna in Loro Ciuffenna
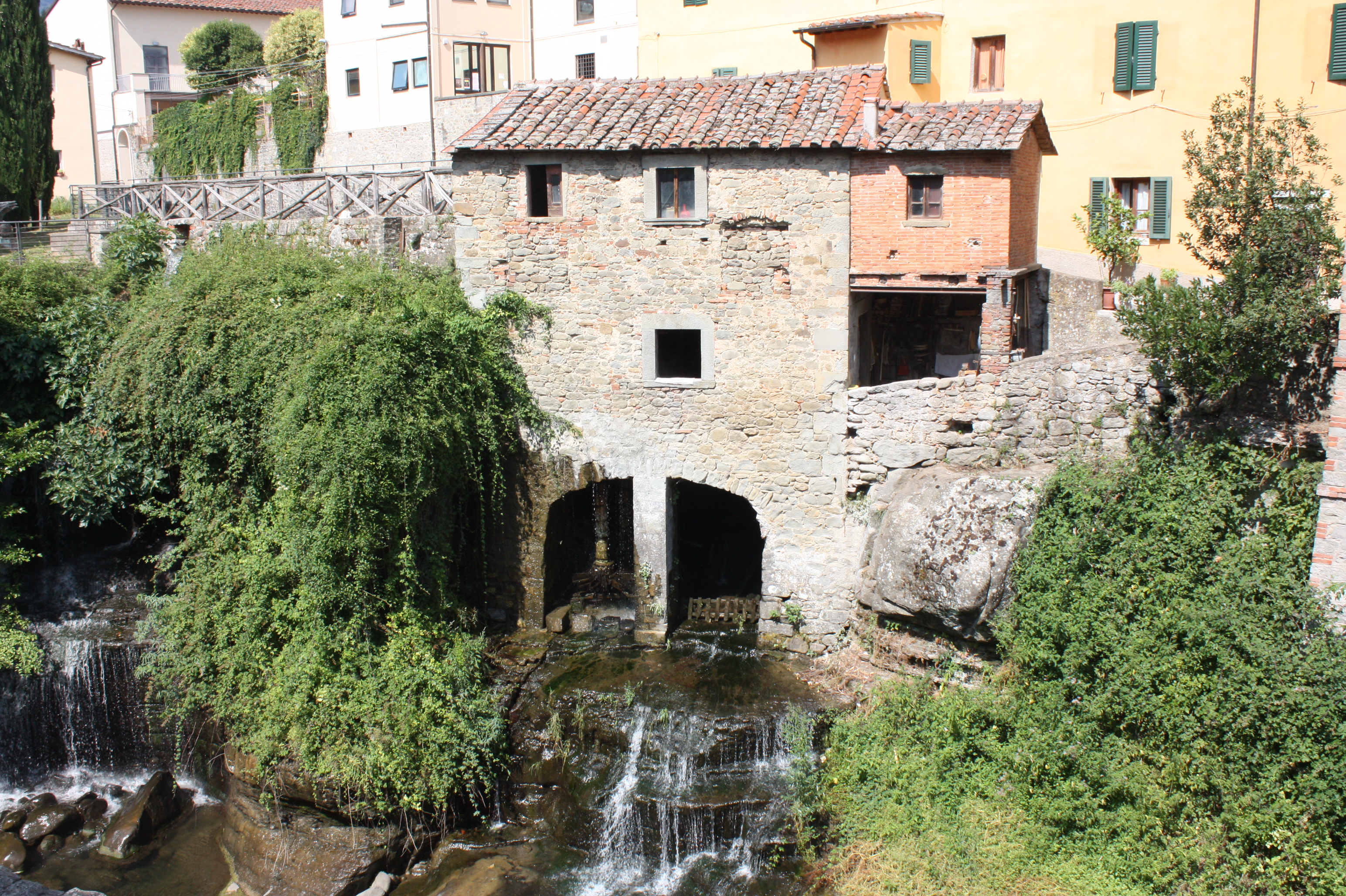
Der Ciuffenna an der alten Wassermühle in Loro Ciuffenna
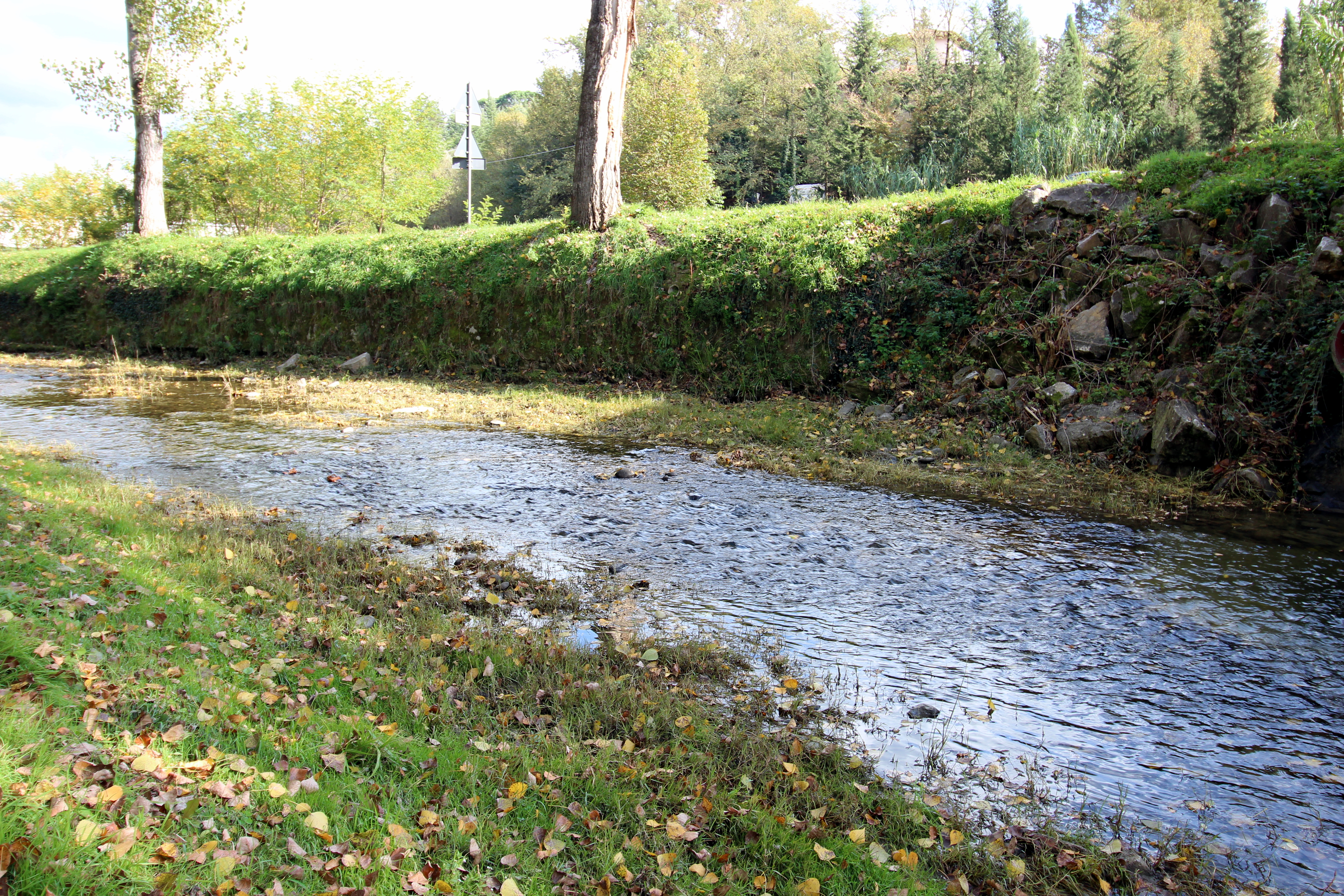
Der Ciuffenna bei Terranuova Bracciolini